# Anthony Giddens
Anthony Giddens, Baron Giddens  (* 18. ledna 1938, Londýn, Anglie, Velká Británie) je britský sociolog známý svou teorií strukturace a holistickým pohledem na moderní společnosti. V současné době je považovaný za jednoho z nejvlivnějších moderních autorů, napsal více než 30 knih a stal se jedním z nejcitovanějších autorů v humanitních oborech. V letech 1997–2003 působil jako ředitel prestižní London School of Economics, kde je v současnosti emeritním profesorem. Laická veřejnost ho může znát jako autora knihy Sociologie (Sociology, 1989), v níž přehledně shrnul a srozumitelně vysvětlil základní sociologická témata. 

## Život
Anthony Giddens se narodil a vyrostl v Edmontonu v severním Londýně. Roku 1956 začal studium na Hullské univerzitě a roku 1961 je dokončil magisterským titulem na London School of Economics. Později získal titul Ph.D. na Královské koleji univerzity v Cambridge.
Působil na několika univerzitách, po studiu od roku 1961 nastoupil na Univerzitu v Leicesteru, kde učil sociální psychologii. Od roku 1969 nastoupil na Univerzitu v Cambridgi a v roce 1987 se zde stal profesorem sociologie. V roce 1985 spoluzaložil akademický nakladatelský dům Polity Press. Později nastoupil na Kalifornskou univerzitu v Santa Barbaře a od roku 1997 se vrátil zpět na London School of Economics. Zde působil do roku 2003 jako ředitel a poté jako emeritní profesor. Na různých univerzitách získal 15 čestných titulů. Je členem Americké akademie umění a věd a Čínské akademie sociálních věd.
V Blairově administrativě aktivně působil jako premiérův poradce, od roku 1997 se účastnil původních rozhovorů Blair-Clinton. Roku 2004 byl uveden do šlechtického stavu, když získal titul barona a usedl ve Sněmovně lordů za Labouristickou stranu.

## Dílo

### První fáze tvorby
Giddensovo dílo je možné tematicky rozdělit do několika období. V prvním, které spadá do 60. a 70. let 20. století, přinesl analýzu kapitalistického systému a novou vizi sociologie, založenou na kritické reinterpretaci klasických autorů, jako byli M. Weber, E. Durkheim nebo K. Marx. Stěžejními díly tohoto období jsou Kapitalismus a teorie moderní společnosti (Capitalism and Modern Social Theory, 1971) a Nová pravidla sociologické metody (New Rules of Sociological Method, 1976). Ze studia třídní stratifikace společnosti v první polovině 70. let vytěžil podklady ke knize Třídní struktura rozvinutých společností (The Class Structure of the Advanced Societies, 1973).

### Druhá fáze tvorby
V druhé fázi, která zahrnuje jeho tvorbu v 80. letech, se zabýval problematikou modernity a spadá sem i teorie strukturace společnosti, jež ho nejvíce proslavila. Tuto teorii dále rozvinul ve své knize Utváření společnosti (The Constitution of Society, 1984).
Teorie strukturace (The Theory of Structuration) je sociální teorie, která se zabývá vznikem a reprodukcí sociálních systémů. 
 Giddens se zabývá otázkou, zdali naši sociální realitu formujeme my sami, jako jedinci, nebo ji spíše ovlivňují vnější společenské faktory. Pracuje zde se dvěma hlavními pojmy lidské jednání (agency) a sociální struktura (structure). Pojem lidské jednání definuje jako schopnost jedinců (agents) nezávisle jednat a činit vlastní rozhodnutí. Naproti tomu pojem sociální struktura zahrnuje ty činitele, které ovlivňují nebo determinují jednotlivce v jejich rozhodnutích a zachycuje faktory, které jsou ve společnosti relativně stálé (např. společenská třída, náboženství, pohlaví atd.). Giddens dochází k závěru, že ačkoliv se lidé nerozhodují o svých činech samostatně a jejich vědomosti jsou krajně omezené, jsou lidé faktorem, který vytváří sociální strukturu a vede ke změně společnosti. Uvádí, že vztah mezi lidskou činností a sociální strukturou je základní kámen sociální teorie a že tyto dva pojmy nelze uvažovat samostatně, což je hlavní myšlenkou Giddensovy teorie Dualita struktury (Duality of Structure). Zjednodušeně to znamená, že lidé utvářejí společnost, ale zároveň jsou jí omezováni. Oponuje tak Émile Durkheimovi, který říká, že „sociální instituce předcházejí existenci kteréhokoliv daného jedince a nesporně mu ukládají různá omezení“.
„Elementárním a srozumitelným příkladem na němž se dualita struktur dá demonstrovat je Giddensova reinterpretace známého rozlišení jazyka jako systému (langue) a řeči jako činnosti (parole): každým řečovým aktem oživujeme jazyk jako stabilizovanou strukturu a dáváme jí žít (nemluvený jazyk se stává mrtvým jazykem), předpokladem řečového aktu je však existence nadindividuální struktury, která existuje nezávisle na řečových aktech.“ 

### Třetí fáze tvorby
Třetí období, které navazuje od 90. let 20. století do současnosti, zasvětil globalizaci, modernitě a jejímu vlivu na společenský a osobní život. Z toho vychází i koncept politické Třetí cesty, jejímž ideovým otcem je právě Giddens. Významnými díly spadajícími do tohoto období jsou Důsledky modernity (Consequences of Modernity, 1990), Modernita a sebeidentifikace (Modernity and Self-Identity, 1991), Proměna intimity (The Transformation of Intimacy, 1992), Mezi levicí a pravicí (Beyond Left and Right, 1994), Třetí cesta: obnova sociální demokracie (The Third Way: The Renewal of Social Democracy, 1998) a Unikající svět: Jak globalizace mění náš život (Runaway world: How Globalisation is Reshaping our lives, 1999).
Anthony Giddens vidí velký příslib v nástupu globalizace. Moderní levice by podle něj neměla hlásat rovnost výsledků, ale rovnost příležitostí. Hledá třetí cestu mezi klasickou levicí a neoliberalismem. Jeho kniha Třetí cesta čelila jak kritice ze strany klasické levice, tak i od pravice. Mezi její kritiky se řadí krom jiných Václav Klaus. Přesto inspirovala Tonyho Blaira a Labouristickou stranu, která vyhrála troje volby s programem, jehož ideová východiska vycházela z Giddensovy práce.
V roce 1982 přišel s pojmem dvojitá hermeneutika. K původnímu pojmu hermeneutika přidává její druhou rovinu v podobě sociálního pohledu a interpretování skutečností. V knize Modernity and Self-Identity (1991) představuje pojem ontologické jistoty.

### Výběr z bibliografie
V češtině dosud vyšly tyto práce:
- GIDDENS, Anthony. Důsledky modernity. Překlad Karel Müller. Praha: Sociologické nakladatelství, 1998. 195 s. ISBN 80-85850-62-1.
- GIDDENS, Anthony. Sociologie. Překlad Jan Jařab. Praha: Argo, 1999. 595 s. ISBN 80-7203-124-4.
- GIDDENS, Anthony. Třetí cesta: obnova sociální demokracie. Překlad Kateřina Gregorová. Praha: Mladá fronta, 2000. 149 s. ISBN 80-204-0906-8.
- GIDDENS, Anthony. Třetí cesta a její kritici. Překlad Adéla Vopěnková. Praha: Mladá fronta, 2004. 182 s. ISBN 80-204-1208-5.
- GIDDENS, Anthony. Unikající svět: jak globalizace mění náš život. Překlad Jana Ogrocká. Praha: Sociologické nakladatelství, 2000. 135 s. ISBN 80-85850-91-5.
- GIDDENS, Anthony. Proměna intimity: sexualita, láska a erotika v moderních společnostech. Překlad Ivo Možný. Praha: Portál, 2012. 216 s. ISBN 978-80-262-0175-5.

## Vyznamenání
- velkokříž Řádu prince Jindřicha – Portugalsko, 27. května 1999[7]